# Internační tábor Westerbork

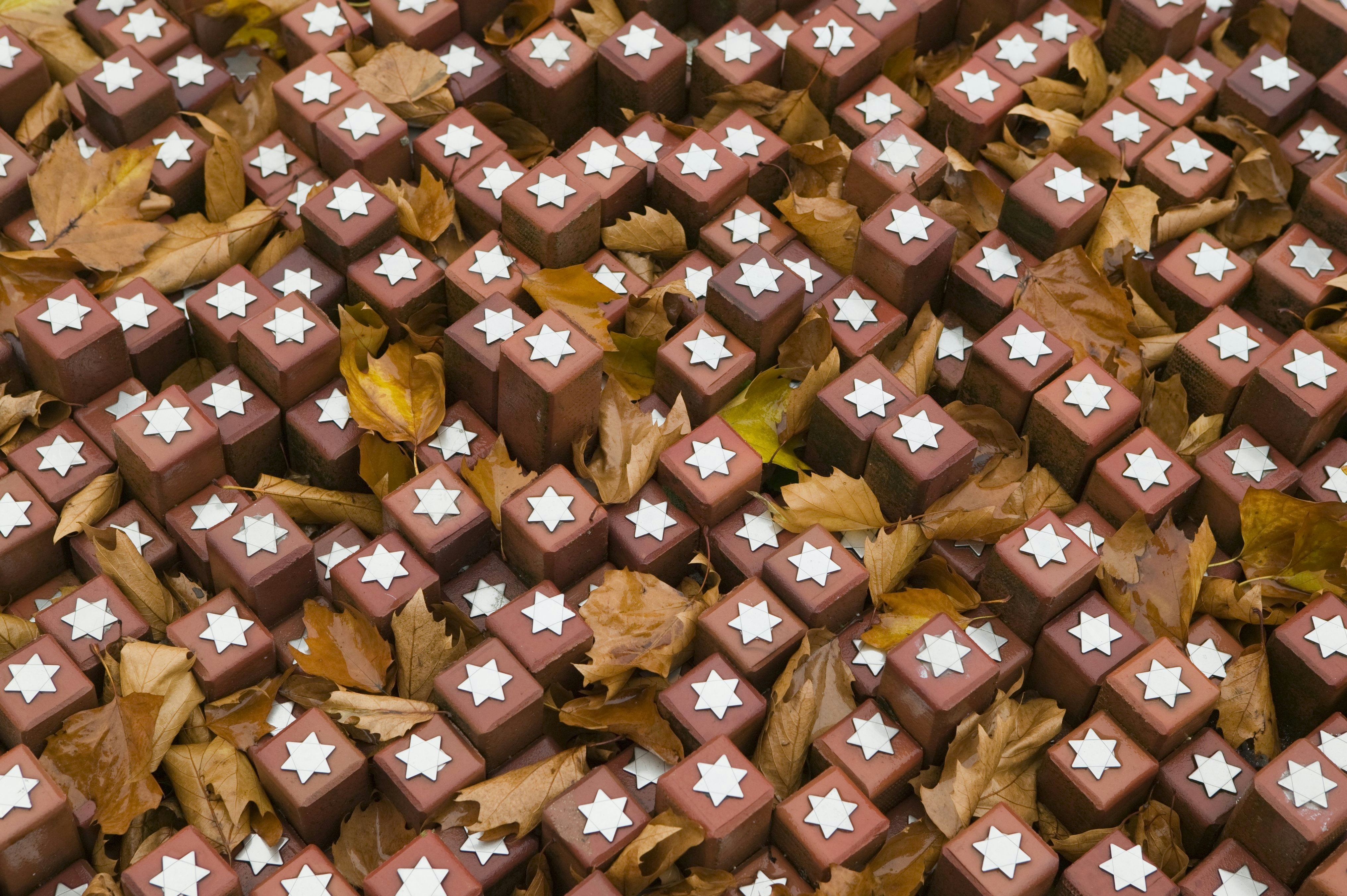
Upomínka na 102 tisíc zemřelých

Internační tábor Westerbork se za druhé světové války nacházel asi deset kilometrů severně od stejnojmenné obce v nizozemské provincii Drenthe. Prošlo jím 107 tisíc zejména nizozemských Židů, konce války se přitom dočkalo asi pět tisíc z nich.
Památku těch, kteří zahynuli v koncentračních táborech, připomíná 102 tisíc hranolů s Davidovou hvězdou.

## Historie
Tábor postavilo v roce 1939 Nizozemsko pro německé Židy prchající před nacismem. Když si však nacisté Nizozemsko podrobili, přebudovali v roce 1942 tábor na internační. Od července 1942 do září 1944 odtud odjelo 93 vlaků, které rozvezly internované Židy do Osvětimi, Sobiboru, Bergen-Belsenu nebo Terezína.
V dubnu 1945 osvobodili tábor kanadští vojáci. Později sloužil jako tábor pro uprchlíky. V 70. letech byl však zbořen.

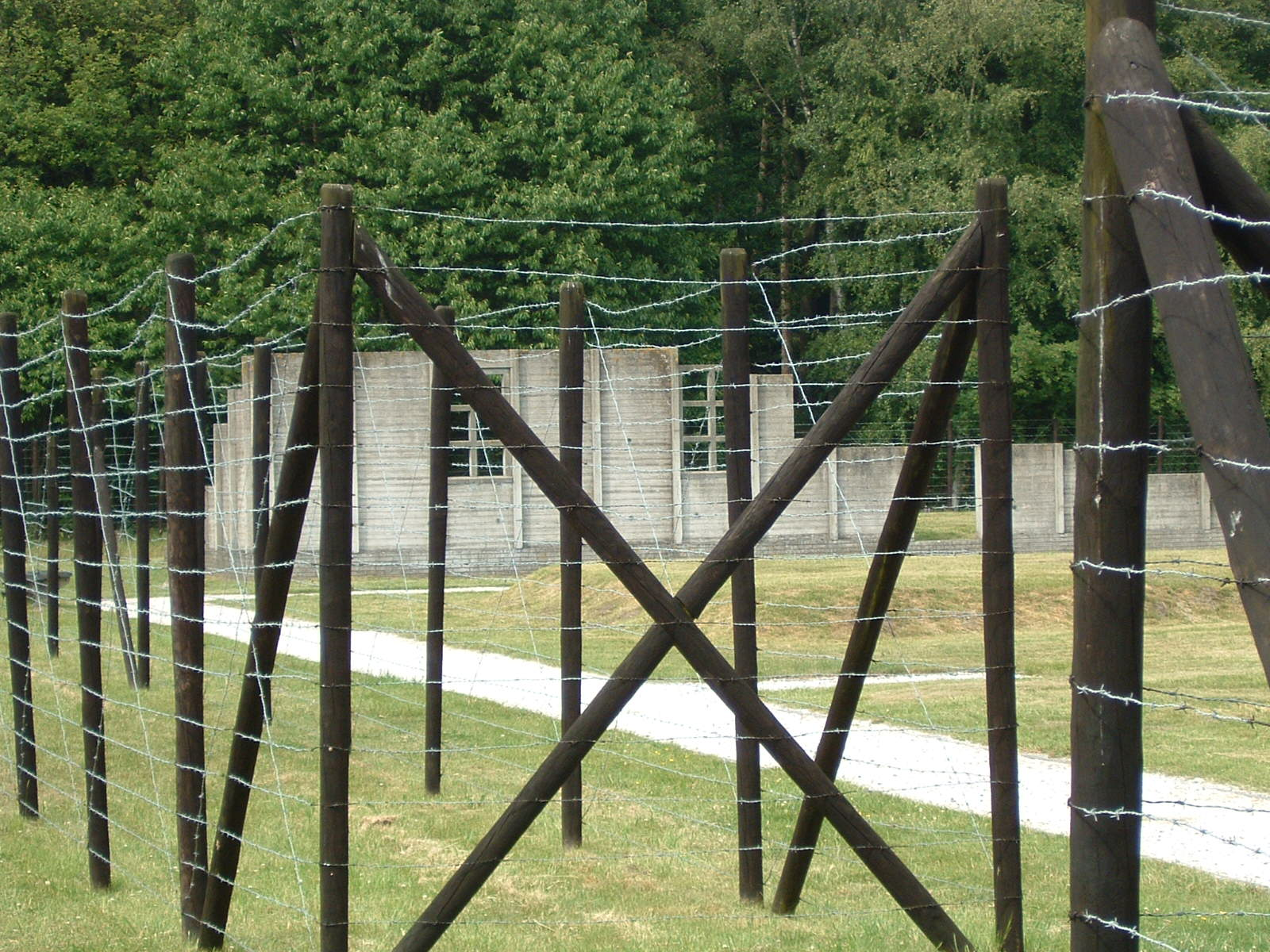
Dům, kde do září 1944 žila Anne Franková

## Známí vězňové
- Anne Franková
- Etty Hillesum
- Edita Steinová